# Quero (Setteville)
Quero è il capoluogo del comune italiano di Setteville, in provincia di Belluno.
Già comune autonomo con le frazioni di Carpen, Cilladon, Santa Maria e Schievenin, il 28 dicembre 2013 Quero ha formato con Vas il comune di Quero Vas. Infine il 22 gennaio 2024 anche quest'ultimo si è fuso con Alano di Piave nel nuovo comune di Setteville.

## Geografia fisica
Sorge su un pianoro ai piedi del monte Cornella (630 m s.l.m.), compreso tra la riva destra del Piave e la riva sinistra del suo affluente Tegorzo. Si affaccia al Monfenera.

## Storia
Il paese sorse su un punto strategico, presso una stretta naturale della valle del Piave al confine tra la Valbelluna e la Marca Trevigiana. I riferimenti più antichi risalgono all'epoca romana: oltre ai reperti (ad esempio lapidi funerarie), si è notato che anche la struttura urbanistica, assai regolare, segue i canoni del castrum; a ciò si aggiunge il probabile passaggio della via Claudia Augusta Altinate e, infine, il popolo dei Quarqueni, citati da Plinio il Vecchio, è forse all'origine del toponimo.
Riportava il medico Zerman di ritrovamenti nel Covolo di Madonna Rosa, alla riva del Tegorzo detta di Cranosa, di statue particolari. Domenico Mauro nel XVI sec. annotava che a Quero si trovavano ruderi di antichissime costruzioni; un uomo ricorda di aver trovato suppellettili di una tomba antica, forse longobarda; un frate nei suoi viaggi riportava una leggenda locale: le mura, o meglio i loro ruderi che si trovavano sul Cornella, sarebbero fortificazioni che creò addirittura Antenore quando fondò Padova.
Ritornando allo Zerman: la grotta venne usata come nascondiglio da fuggiaschi nella prima guerra mondiale, ed essi ipotizzarono che si trattasse di un sepolcreto romano. Zerman ancora riportava che in Cilladon si trovavano antiche monete e forni. Visto che le rocce del Cilladon possiedono la pietra rossa, si documenta di cave ottocentesche di questo materiale; e forse i romani usavano quelle pietre per fare la calce.
Il territorio fu conquistato dai Visigoti di Alarico, per poi passare al regno romano-barbarico degli Ostrogoti.
Ci fu una breve parentesi nell'impero di Giustiniano nell'Impero Bizantino; in seguito le zone furono annesse al regno dei Longobardi.
Con l'arrivo di Carlo Magno, Quero divenne confine con il vescovado di Feltre e il paese divenne feudo del contado dei Collalto di Susegana.
Sin dalla seconda metà del X secolo, Quero è stata legata alla contea di Treviso e ne ha seguito le vicende. Dal XIII secolo si distinsero alcune importanti famiglie di proprietari terrieri, tra i quali spiccavano i da Castelli, a capo della fazione dei ghibellini rossi, filoimperiali. Nel 1265 questi, proprio a Quero, ordirono una congiura contro il vescovo di Feltre e il 15 novembre 1283 si scontrarono direttamente con i rivali Caminesi, che ne sancirono la sconfitta.

Anche Quero passò nel 1339 alla Serenissima. Durante un periodo di momentaneo declino veneziano fu costruito (verso il 1376) il Castelnuovo, baluardo a difesa del canale del Piave. Nel 1420 terminò la parentesi carrarese e il paese, definitivamente veneziano, cessò il suo ruolo strategico di località di confine. Il Castelnuovo fu ancora oggetto di contesa durante la Guerra della Lega di Cambrai, ma la fine di questo evento portò una pace duratura, che assicurò a tutto il Veneto un relativo benessere. Per la strada che conduceva a Feltre transitava un buon traffico commerciale, anche a livello europeo, e il paese fiorì grazie alla produzione di manufatti tessili. Il Castelnuovo fungeva da dogana e controllava anche il traffico fluviale del Piave tramite una catena che, collegando le due rive, ne regolava la navigazione.

Posizione dell'ex comune di Quero all'interno della provincia di Belluno.

Con Napoleone cessò la tradizionale dipendenza dall'area trevigiana. Quero fu sede di un cantone (a cui facevano capo sette comuni), dapprima sotto il distretto di Bassano (dipartimento del Bacchiglione), quindi sotto il distretto di Feltre (dipartimento del Piave). Passata agli Austriaci, Quero divenne definitivamente italiana nel 1866 e nel 1871 divenne comune del Regno.
Durante la Grande Guerra Quero fu occupata dagli Imperi Centrali per quasi un anno e l'abitato fu completamente distrutto dai combattimenti, trovandosi in corrispondenza del fronte del Piave.
Nella seconda guerra mondiale in zona fu particolarmente attiva la guerriglia partigiana. Il contributo alla resistenza fu enorme e costò pesanti sacrifici: 830 morti su circa 3.000 abitanti e la distruzione nazista della frazione Schievenin per rappresaglia. A ricordo dell'evento, nel 2006 il presidente della Repubblica ha conferito al comune la medaglia d'argento al valor civile.

Stemma del vecchio comune

### Simboli
Lo stemma dell'ex comune di Quero era stato concesso con decreto del presidente della Repubblica 14 marzo 1962.
di destra più elevato e merlato alla guelfa nello spigolo destro, quello di sinistra a cuspide; il tutto fondato su terrazzo al naturale.»
Era raffigurato su un prato verde, posto di tre quarti, Castelnuovo, con lo sfondo del cielo azzurro.
Lo scudo era circondato da due rametti di quercia e di alloro, legati da un nastro rosso, e sormontato dalla corona riservata ai comuni.
Il gonfalone era un drappo di azzurro.

### Onorificenze
Il 12 dicembre 2006 al comune è stata concessa la medaglia d'argento al merito civile per le violenze subite dalla popolazione durante l'occupazione nazista e l'apporto dato alla resistenza partigiana.

## Monumenti e luoghi d'interesse

### Architetture religiose

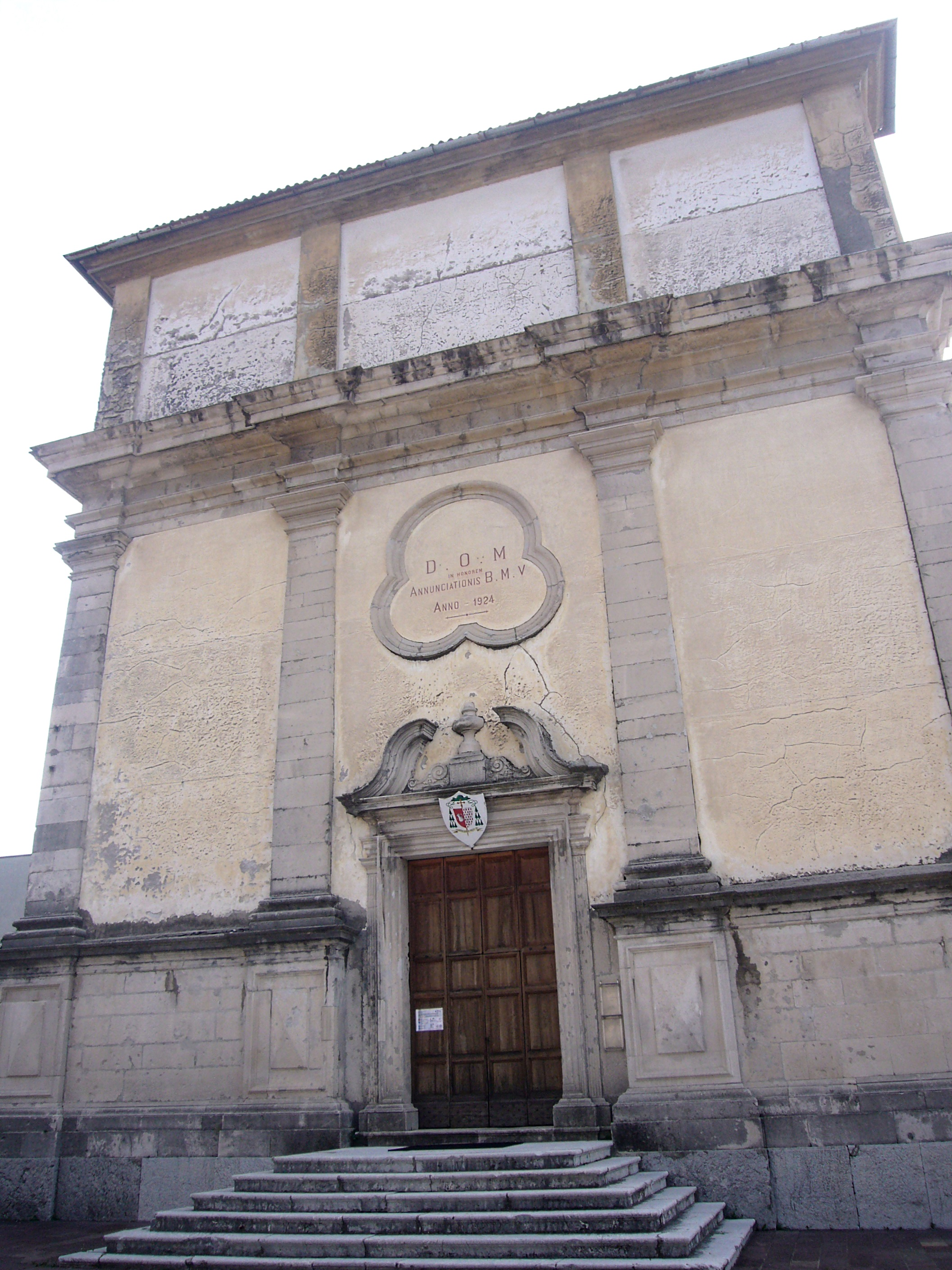
Chiesa dell'Annunciazione della Beata Vergine Maria
La chiesa parrocchiale, dedicata all'Annunciazione, è arcipretale ed è compresa nel vicariato di Quero-Valdobbiadene, facente parte della diocesi di Padova. L'edificio, citato dal XIII secolo, ha avuto da sempre il ruolo di pieve e fu restaurata e ampliata nei primi anni del XVI secolo. Fu ancora rinnovata tra il XVII secolo e il XVIII secolo e nel 1806 fu completamente riedificata su progetto di Sebastiano De Boni che, su consulenza di Giannantonio Selva, le diede un aspetto neoclassico con impianto barocco. Gravemente danneggiata durante la grande guerra, fu nuovamente ricostruita, ma durante i lavori fu trafugata un'Apoteosi di san Marco di Palma il Giovane. Tra le opere ancora conservate, si ricordano alcune tele attribuite a Palma il Giovane e a Francesco Salviati, i quattro altari barocchi, una Madonna di Jacopo Bassano, una Discesa agli Inferi di Domenico Tintoretto, una Trasfigurazione di Cima da Conegliano e una lapide funeraria romana.
Nella chiesa fu assunto un atto di Ezzelino III da Romano con il quale egli rinunciava alle advocatie episcopatus Belluni. La chiesa ospitò in passato importante altare di Tommaso Allio che le valse il titolo di Monumento Nazionale, perduto con la parziale distruzione della chiesa e con il danneggiamento dell'altare.
Il campanile contiene un concerto di 3 campane in Reb3 calante, fuse dalla Fonderia Pontificia Daciano Colbachini e Figli di Padova nel 1925 (la mezzana fu saldata nel dicembre 2008 causa incrinatura), elettrificate alla trevigiana sincronizzata + campana in Reb5 fusa nel 1637. Dati delle 3 campane del concerto:
1^: Reb3 calante (batte le ore). Ha un diametro di 140,6 cm e ha una massa di 1640 kg;
2^: Mib3 calante. Ha un diametro di 124,5 cm e ha una massa di 1135 kg;
3^: Fa3. Ha un diametro di 109,8 cm e ha una massa di 750 kg.
Oratorio di San Valentino
L'oratorio di San Valentino, originario del XVII secolo, sorge in riva al Tegorzo. Voluto da Giacomo Sartori "Casamatta", proprietario terriero, passò a fine Settecento ai nobili conti De Mezzan di Feltre, i quali poi donarono lo stabile alla chiesa di Quero, della quale, la chiesa è sussidiaria. Esso fu in parte distrutto durante la grande guerra e ricostruito. È il fulcro della festa di San Valentino durante la quale vengono distribuite arance benedette.
Cimitero militare germanico
Da ricordare anche il Cimitero Militare Germanico (ad est del centro), dove riposano i resti di 229 soldati del Corpo Alpino Germanico e di altri 3.232 soldati austroungarici.
Cappella dei sacerdoti
Venne progettata dall'architetto Attilio Lapadula nel 1960 come cappella del cimitero comunale e cripta funeraria per i sacerdoti. È stata restaurata nel 2012.

### Architetture militari

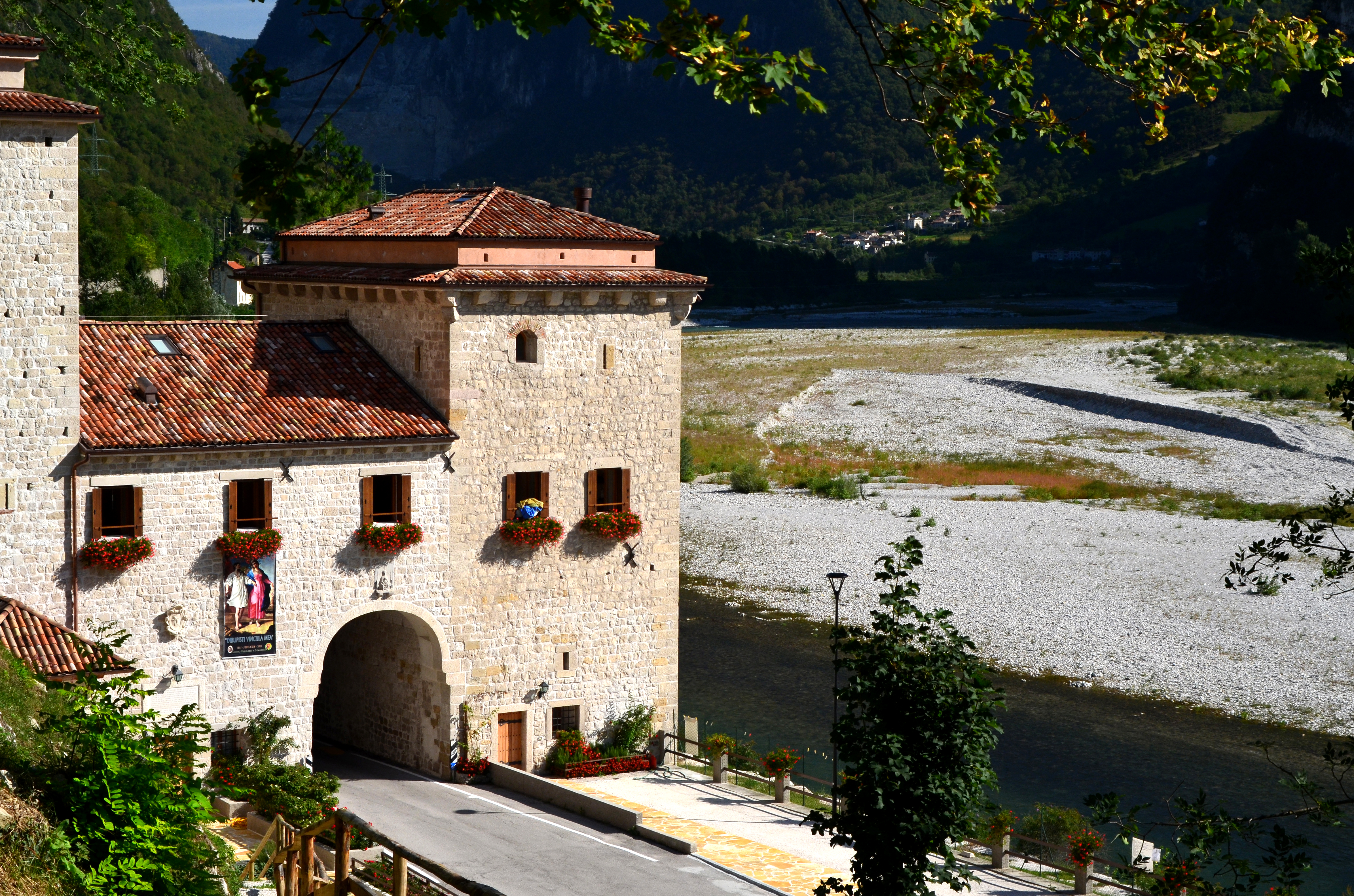
Castello di Quero
Castelnuovo, costruito attorno al 1376 dal capitano della Serenissima Jacopo Cavalli, rimase a lungo funzionante come dogana. La costruzione, che sorge poco prima di Santa Maria, si articola in due grosse torri: la maggiore, fornita di caditoie, e la minore, poggiante sul letto del Piave. Quest'ultima era un tempo collegata ad un'altra torre sulla riva opposta mediante una catena che regolava i traffici sul fiume. Dopo la Guerra della Lega di Cambrai, durante la quale fu oggetto di contese, il fortilizio cominciò a decadere, venendo adibito dapprima ad osteria, quindi ad albergo, infine ad oratorio per i padri Somaschi. Quest'ordine fu fondato dal nobile Gerolamo Miani per voto, essendo stato miracolosamente liberato dalla prigionia nel castello durante la guerra della Lega di Cambrai.

### Altro
Monumento funebre Rinaldo-Lazzari
Fu progettato dall'architetto Carlo Scarpa per la suocera Francesca Rinaldo-Lazzari, come si legge nell'iscrizione incisa sulla pietra; vi sono sepolte le figlie Gina Lazzari e Bice Lazzari, importante pittrice astratta e poetessa, con i rispettivi mariti Nico Oliva e Diego Rosa. Il monumento si trova nel cimitero comunale di Quero.

## Società

### Evoluzione demografica
Abitanti censiti; per gli ultimi censimenti si evidenzia in blu la popolazione residente nel centro abitato di Quero, in verde quella residente nei vecchi confini comunali.

## Economia
Negli ultimi anni Quero ha conosciuto lo sviluppo di fiorenti attività artigianali ed industriali, soprattutto nel settore dell'occhialeria e dei lampadari.

## Infrastrutture e trasporti

### Strade
La principale via di comunicazione è l'ex SS "Feltrina" che collega Treviso a Feltre. Essa transita nei pressi del capoluogo e tocca le frazioni di Santa Maria e Carpen. Il paese è inoltre ben collegato agli abitati limitrofi da diverse vie di comunicazione.

### Ferrovie
Quero è servita dalla stazione di Quero-Vas posta tra il capoluogo e Santa Maria. La relativa ferrovia è la Calalzo-Padova.

## Amministrazione

### Gemellaggi
Dall'11 luglio 2010 la comunità di Quero è gemellata con:
- Auzat
- Vicdessos